# Флемінг-Ніон (Кентуккі)
Флемінг-Ніон (англ. Fleming-Neon) — місто (англ. city) в США, в окрузі Летчер штату Кентуккі. Населення — 548 осіб (2020).

## Географія
Флемінг-Ніон розташований за координатами 37°11′57″ пн. ш. 82°42′11″ зх. д. / 37.19917° пн. ш. 82.70306° зх. д. (37.199076, -82.702928).  За даними Бюро перепису населення США в 2010 році місто мало площу 4,18 км², з яких 4,18 км² — суходіл та 0,00 км² — водойми.

## Демографія
Згідно з переписом 2010 року, у місті мешкало 770 осіб у 323 домогосподарствах у складі 214 родин. Густота населення становила 184 особи/км².  Було 378 помешкань (90/км²).
Расовий склад населення:
| - 96,9 % — білих - 2,1 % — чорних або афроамериканців - 0,3 % — корінних американців - 0,1 % — азіатів |

До двох чи більше рас належало 0,6 %. Частка іспаномовних становила 0,3 % від усіх жителів.
За віковим діапазоном населення розподілялося таким чином: 23,4 % — особи молодші 18 років, 62,3 % — особи у віці 18—64 років, 14,3 % — особи у віці 65 років та старші. Медіана віку мешканця становила 39,6 року. На 100 осіб жіночої статі у місті припадало 92,5 чоловіків;  на 100 жінок у віці від 18 років та старших — 88,5 чоловіків також старших 18 років.
Середній дохід на одне домашнє господарство  становив 29 279 доларів США (медіана — 20 917), а середній дохід на одну сім'ю — 30 911 долар (медіана — 19 154). За межею бідності перебувало 47,7 % осіб, у тому числі 53,1 % дітей у віці до 18 років та 17,7 % осіб у віці 65 років та старших.
Цивільне працевлаштоване населення становило 183 особи. Основні галузі зайнятості: освіта, охорона здоров'я та соціальна допомога — 38,3 %, роздрібна торгівля — 13,1 %, мистецтво, розваги та відпочинок — 12,6 %.